# Wytyczne techniczne K-1.1
Wytyczne techniczne K-1.1 – zbiór zasad technicznych dotyczących wykonywania prac geodezyjnych w Polsce związanych ze sporządzaniem metryki mapy zasadniczej, wprowadzony zaleceniem Dyrektora Biura Rozwoju Nauki i Techniki Głównego Urzędu Geodezji i Kartografii Stanisława Różanka z 27 marca 1981 roku do stosowania wytycznych K-1.1 "Metryka mapy zasadniczej". Jedynym wydaniem jest wydanie pierwsze z 1980 roku. Wytyczne stanowią uzupełnienie instrukcji technicznej K-1 będącej do 8 czerwca 2012 standardem technicznym w geodezji.
Wytyczne zostały opracowane w Zakładzie Rozwoju Techniki Państwowego Przedsiębiorstwa Geodezyjno-Kartograficznego w Warszawie zgodnie z zaleceniami Biura Rozwoju Nauki i Techniki GUGiK i dzielą metrykę na poszczególne części w zależności od asortymentu:
1. Dane wyjściowe
2. Fotogrametryczne zdjęcia lotnicze
3. Osnowy nowo założone
4. Konstrukcja
5. Opracowanie fotomapy - ortofotomapy
6. Kopie błękitne (cyjanokopie)
7. Polowe opracowanie treści mapy
8. Opracowanie pierworysu
9. Terenowe sprawdzenie pierworysu
10. Nakładki tematyczne
11. Aktualizacja mapy.

Wytyczne przedstawiają ponadto zlecenia dotyczące prowadzenia metryki mapy zasadniczej. Zgodnie z tymi zaleceniami metryka mapy zasadniczej jest:
- źródłem informacji o cechach mapy zasadniczej oraz o ogólnym stopniu jej aktualności
- podstawowym dokumentem obrazującym przebieg opracowania danego arkusza mapy
- zakładana z chwilą podjęcia prac związanych ze sporządzeniem mapy, a następnie wypełniania w miarę przebiegu prac i uzupełniania w miarę wprowadzanych zmian do treści mapy.